# Het Steenen Tijdperk
Het Steenen Tijdperk was een Nederlands radioprogramma dat door de AVRO werd uitgezonden op Hilversum 3, later Radio 2. Het programma was met onderbrekingen wekelijks te beluisteren van 21 maart 1977 t/m 5 september 2010 op maandag, later op zondagmiddag. Het platenprogramma werd in de beginperiode gepresenteerd door Jan Steeman, later door Hans Schiffers, Jeffrey Willems (regelmatig ook Arjan Snijders) en vanaf september 2009 Rob Stenders. In de latere periode was Jac van IJll de samensteller. 

## Het programma
Het radioprogramma behandelde goede en bijzondere muziek uit hitparades van Nederland (Hilversum 3 Top 30/Nationale Hitparade), Engeland (Top 40 Countdown) en Amerika (Billboard Hot 100) uit de periode 1965 tot 1985 waarbij de liedjes thematisch aan elkaar werden gehaakt. De nummers werden vervolgens op min of meer alfabetische volgorde afgespeeld. Af en toe werden series gewijd aan speciale onderwerpen, zoals Ones, waarin alle nummer 1-hits werden behandeld van Nederland, Engeland en Amerika. Ook werden series uitgezonden over legendarisch (zee)zenders en de Beatles. In 1989-1990 werd het leven en de carrière van Elvis Presley chronologisch behandeld, gebruikmakend van toen zeldzaam of onbekend materiaal. In 1999 werd een aflevering van Het Steenen Tijdperk gewijd aan de geschiedenis van de Nationale Hitparade.

### Onderdelen
Wanneer er platen waren die in alle drie de landen de nummer 1-positie hebben behaald, kregen die het predicaat Drie Landen Punt opgespeld. Ook was er tijd voor noveltyplaten, in de rubriek Erg. Daarnaast waren er de "vergeten singles": platen die de hitparades niet haalden, maar daar wel in hadden moeten staan. 
Op 29 juni 2009 startte het radioprogramma een tiendelige serie beste albums uit de seventies van de albumverkopen uit Engeland. De zomer ervoor was er een tiendelige serie met beste albums uit de seventies van de albumverkopen uit Amerika. De shows zijn terug te luisteren via de Radio Player op de AVRO Steenen Tijdperk site (afleveringen-archief)

### Hernoeming
Vanaf 12 september 2010 tot april 2015 is het programma vervangen door Tijdperk Schiffers met presentator Hans Schiffers, destijds midden jaren '80 als nieuw dj-talent aangenomen door Steeman. De formule met hitdossieroverzichten, waarbij de liedjes alfabetisch worden gedraaid, werd door de AVRO gehandhaafd. Na voltooien van de Z is het programma gestopt.